# Genetische Klimaklassifikation
Eine genetische Klimaklassifikation ist die Gliederung der Erde in Regionen mit vergleichbaren Klimaverhältnissen, indem großräumige Klimafaktoren (etwa Sonneneinstrahlung, Winde, Luftmassen und Wetterfronten) verwendet werden. Somit steht die Entstehung (Genese) des Klimas im Mittelpunkt und die einzelnen Klimaregionen werden qualitativ aus der Lage im irdischen Klimasystem abgeleitet. Im Gegensatz dazu werden die einzelnen Klimaregionen für die effektive Klimaklassifikation aus lokalen Klimaelementen und deren Wirkungen (z. B. typische Vegetation) abgeleitet. Moderne Integrative Klimaklassifikationen vereinen beide Methoden.
Räume gleicher Klimate werden nach der Festlegung der weltumspannenden Klimazonen zum Beispiel nach der Kontinentalität bzw. Maritimität eines Teilraumes weiter untergliedert. Zentrale Grundlagen der genetischen Klimaklassifikationen ist die Energiebilanz der Erde, basierend auf ein- und ausgestrahlter Energie, und die darauf beruhende allgemeine globalen Luftzirkulation.
Genetische Modelle werden verwendet, um das Klima für Orte zu bestimmen, für die keine oder nur unzureichende Messdaten vorliegen. Durch ihre Einfachheit sind sie geeignet, die grundlegenden atmosphärischen und klimatischen Vorgänge im globalen Maßstab besser zu verstehen. Für kleinräumige Klimaanalysen sind sie nicht geeignet. Dies liegt vor allem an den kaum zu definierenden Grenzen der Zirkulationssysteme: Sie unterliegen häufig Störungen und Verschiebungen und sind schwierig zu messen. Demzufolge ist es nicht möglich, allein mit einem genetischen Ansatz eine Klimakarte der Erde zu erzeugen, die den Wirkungen des Klimas auf der Erde gerecht würde.
Trotz dieser Einschränkungen soll nicht der Eindruck entstehen, genetische Ansätze seien weniger sinnvoll als effektive. Dazu führte Hermann Flohn aus: „Eine Beschreibung und Definition effektiver Klimazonen, sei sie noch so zweckmäßig, ist von diesem Gesichtspunkt her unvollständig und für den nachdenklichen Studenten unbefriedigend, wenn sie nicht die physikalischen Ursachenzusammenhänge in Rechnung stellt.“
Die erste komplette genetische Klassifikation schuf der russische Klimatologe Alisov 1936 und leitete damit eine lange Tradition russischer Studien zur geozonalen Einteilung der Erde ein.

## Genetische Klassifikation nach Flohn, Neef und Kupfer

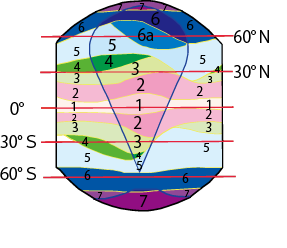
„Klimarübe“ nach Flohn

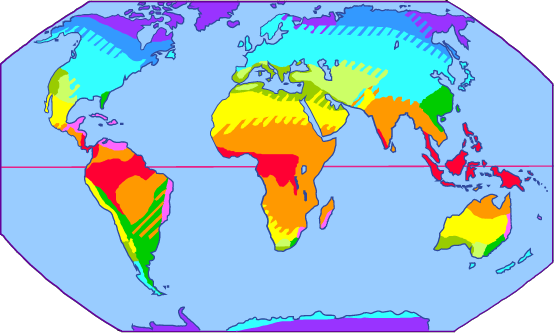
Auf einer modifizierten Grundlage von Flohn schuf E. Kupfer 1954 diese Karte der Klimagebiete der Erde
1. Polares Klima
2. Subpolares Klima
3. Klimate der planetarischen Frontalzonen
See- und Landklimate
Sommerfeuchte Ostküsten
4. Subtropische Klimate
Mäßiger Winterregen
Geringer Frühlingsregen
5. Passatklimate
Feuchte Ostküsten
Trockene Westküsten und Binnenländer
6. Innertropische Klimate
Dauernd feucht, immergrüne Urwälder
Periodisch feucht (Zenitalregen)

Hermann Flohn, der in den 1950ern wohl die bekannteste genetische Klimaklassifikation entwickelte, unterscheidet hierzu vier zonal-globale Zirkulationssysteme:
- Die äquatoriale Westwindzone mit den innertropischen Konvergenzen,
- die subtropische Trocken- oder Passatzone,
- die außertropische Westwindzone sowie die
- die hochpolare Ostwindzone.

Neef sprach dabei von den stetigen Klimazonen, da die Zirkulation im Jahreslauf kaum Änderungen unterliegt.
Des Weiteren unterscheidet Flohn noch drei bedingt zonale Übergangsklimate, die durch die jahreszeitliche Verschiebung der globalen Zirkulationssysteme zustande kommen:
- Das Randtropenklima mit sommerlichem Zenitalregen und winterlichem Passat
- die subtropische Winterregenzone mit winterlichen Westwinden und sommerlichem Subtropenhoch (Mittelmeer)
- die subpolare Zone mit winterlichem polaren Ostwind und sommerlichem Westwind

Neef nannte diese Klimaregionen alternierend, da ein häufiger Wechsel von z. B. Windrichtungen oder Druckgebieten vorkommt.
Die dieser genetischen Klimaklassifikation zu Grunde liegende Annahme ist, dass je nach Lage eines Ortes innerhalb dieser vier globalen Windsysteme das lokale Klima primär von diesen Windsystemen beeinflusst sein müsste. Es wird also angenommen, dass das Klima eines Ortes vorherrschend durch das System der globalen Windzirkulation (mit all seinen Implikationen) generiert wird.
Einen hohen Bekanntheitsgrad genießt auch die von Flohn in Zusammenhang mit der genetischen Klimaklassifikation entworfene Klimarübe, die ausgehend von einem hypothetischen Idealkontinent die Klimazonen der Erde in idealisierter Weise veranschaulicht. Es wird dabei angenommen, dass die Landmassen nicht in Gestalt der normalen Kontinente erscheinen, sondern eine zusammenhängende Fläche bilden, die entlang jedes Breitenkreises genau diejenige Ausdehnung hat, die dem jeweiligen Landanteil auf diesem Breitenkreis entspricht. Man erhält auf diese Weise einen hypothetischen Kontinent, der wie eine auf dem Kopf stehende Birne oder Rübe aussieht. Daher der Name „Klimarübe“. Auf der Klimarübe werden dann die Klimazonen abgetragen, die sich sichtbar eng an die Gürtel der globalen Windsysteme anlehnen.
Eine Klimakarte hingegen hat Flohn nicht entworfen. Auf der Grundlage seiner Arbeit fußen die Karten von Ernst Neef und E. Kupfer. Neef schuf seine Karte speziell für den Erdkunde-Unterricht an Schulen und hat daher aus didaktischen Gründen auf eine „ruhige Linienführung“ geachtet und bewusst auf die Darstellung etlicher Abweichungen verzichtet. Während Neef ebenfalls sieben zonale Systeme verwendet, erweiterte Kupfer das Modell auf zehn Zonen.

## Genetisch-dynamische Klassifikation nach Terjung und Louie
Eine weitere grundlegendere Art der Klassifikation ist die genetisch-dynamische Klimaklassifikation, die die Energiebilanz (Strahlungsbilanz) als Grundlage der Zonierung nimmt. Diese Einteilung wurde zwar durch W. H. Terjung und S. F. S. Louie erst 1972 vorgenommen, kann aber als Einführung zur genetischen Klassifikation gesehen werden, welche auf der allgemeinen Zirkulation der Atmosphäre und den damit verbundenen Windgürteln basiert, womit die genetisch-dynamische an einer tieferen Stufe der Beschreibung ansetzt. Dabei werden aufgrund der unterschiedlichen Bilanz für verschiedenen Erdbereiche, die nicht nur auf der Nettoein- und Ausstrahlung, sondern auch auf dem Wärmehaushalt (Thermische Energie, Verdampfungsenthalpie, Wärmeabgabe der Ozeane etc.) im Jahreslauf basieren, sechs Gruppen wie folgt ausgegliedert:
- A-Klimate der Tropen: maximale Energieaufnahme bei geringer Schwankung und hohen absoluten Werten;
- B-Klimate der Subtropen: hohe Energieaufnahme bei mittleren Schwankungen;
- C-Klimate der mittleren Breiten kontinentaler Prägung: große Energieeinnahme bei großen Schwankungen;
- D-Klimate der mittleren Tropen: mittlere Aufnahme bei sehr geringen Schwankungen;
- E-Klimate der Mittelbreiten mit maritimer Prägung: mittlere Ein- und Aufnahme bei mittleren Schwankungen meist durch den Energietransport mit Zyklonen;
- G-Klimate der Polargebiete: minimale Energiemengen bei großem Schwankungsbetrag.

Aus den einzelnen Komponenten der Energieaufnahme (lang- und kurzwellige Strahlung) und -abgabe (Transport von Wasserdampf mit darin enthaltener Verdampfungsenthalpie, vertikaler und horizontaler Fluss thermischer Energie an der Oberfläche) resultieren insgesamt 62 Klimate.